# Panzerina
Panzerina là một chi thực vật có hoa trong họ Hoa môi (Lamiaceae).

## Loài
Chi Panzerina gồm các loài: